# Морано, Пеллегрино
Пеллегрино Морано (англ. Pellegrino Morano; 1887, Прата-ди-Принчипато-Ультра, провинция Авеллино, Кампания, Италия — дата и место смерти неизвестны), также известный как Марано (Marano) — италоамериканский гангстер неаполитанского происхождения, босс Банды Кони-Айленда в Бруклине (Нью-Йорк), связанной с Нью-Йоркской каморрой.

## Биография
Морано родился в 1877 году в итальянской области Кампания. Согласно иммиграционным документам, он дважды въезжал в Соединённые Штаты, в 1892 году и в 1912. В первый раз, Морано, профессиональный парикмахер, прибыл в США 1 июня 1892 года на пароходе Chandernagor из Неаполя вместе с отцом Джузеппе (46 лет, рабочий) и младшим братом Франческо (1879 г.р.). Семья обосновалась в Нью-Йорке, где уже проживала большая община из Авеллино.
Морано поселился в Итальянском Гарлеме и начал торговать украденными лошадями. В августе 1904 года он был арестован за убийство итальянца, «хорошо известного полиции» на Малберри-стрит и Гранд-стрит перед итальянским банком Banca Stabile. Полиции он назвал свой адрес Восточная 115-я улица, 327. Морано оправдали по обвинению в убийстве, но посадили в тюрьму за скрытое ношение оружия.
Спустя годы Морано переехал в Бруклин, где его соратники Алессандро Воллеро и Леопольдо Лауритано владели кофейней на Неви-стрит, которая служила штаб-квартирой их банды, в основном состоявшей из неаполитанцев и часто называемой «каморра». Морано вместе со своим помощником Тони Парретти открыл ресторан Santa Lucia недалеко от парков развлечений Кони-Айленда, где их банда зарабатывала деньги на азартных играх и торговле кокаином. Банда не была жестко управляемой организацией, а скорее представляла из себя свободную ассоциацию, в которой каждый работал на себя, а Морано был одним из лидеров, инициировавших новобранцев в качестве каморристов.

## Война каморры с мафией
Морано хотел расширить свой бизнес за счёт подпольных лотерей в итальянском Гарлеме, которые контролировал Джозуэ Галлуччи, «король Маленькой Италии». Галлуччи и его сын 18-летний сын Лука были убиты в мае 1915 года. Предполагаемыми убийцами по самой распространённой версии были бывшие телохранители Галлуччи Дженерозо «Джо Чак» Надзарро и Тони Романо, которым помогал Андреа Риччи из бруклинской Банды Нэви-стрит. Деньги на убийство, вероятно, были предоставлены боссом каморры Кони-Айленда Пеллегрино Морано, который давно хотел завладеть бизнесом Галлуччи. Криминальный бизнес Галлуччи поделили между собой сицилийская мафия и неаполитанские банды, которые взяли под свой контроль Бруклин. Последующая борьба за нелегальный игорный бизнес между сицилийцами и неаполитанцами вылилась в кровавый конфликт, известный как война между каморрой и мафией, и в конечном итоге закончилась уничтожением бруклинской каморры и установлением господства сицилийской мафии в преступном мире Нью-Йорка.
В начале 1916 года босс бруклинской каморры Морано и его лейтенант Винченцо Парагалло начали брать под контроль территорию сицилийцев в Гарлеме. 24 июня 1916 года на Кони-Айленде состоялась встреча между боссами Морелло и банд с Неви-стрит и Кони-Айленда чтобы обсудить контроль за игорным бизнесом в Нижнем Манхэттене. Обе стороны решили устранить общих врагов, в частности гангстера Джо Демарко, бывшего союзника Морелло, владевшего рестораном и несколькими игорными заведениями на Малберри-стрит в Нижнем Манхэттене. 20 июля того же 1916 года члены Банды Неви-стрит застрелили Демарко в игорном доме Джеймса-стрит.
По договорённости с Морелло Морано получил контроль за лотереями в Гарлеме, но доходов от них было недостаточно, чтобы покрыть дань, которую требовали Морелло. В конце концов, неаполитанцы решили, что если устранить Морелло то можно не только избавиться от дани, но и взять на себя другие бизнесы Гарлема, такие как монополия на артишоки, поставки угля и льда, а также карточные игры. Ещё одним фактором было убийство Николы Дель Гаудио в 1914 году, разозлившее Алесандро Воллеро. Неаполитанцы  разработали план, согласно которому они хотели заманить руководство Морелло в Бруклин и убить<.

## Убийство Морелло и осуждение
Морано предложил перемирие, чтобы положить конец войне. Ник Морелло согласился на встречу 7 сентября 1916 года в кафе на Неви-стрит, принадлежащем каморристе Алессандро Воллеро. Однако по прибытии на место Морелло попал в засаду пяти гангстеров бруклинской каморры и был расстрелян вместе с телохранителем Чарльзом Убриако. Впоследствии неаполитанцы убили Джузеппе Верразано, лидера одной из банд Восточного Гарлема, но не смогли покончить с братьями Винченцо и Чиро Терранова, которые возглавили семью Морелло.
В то время как потеря лидера семьи Морелло стала большим ударом сицилийской мафии, каморра тоже понесла потери. Неаполитанцы не боялись полицейских расследований, потому что платили полицейским, а омерта не позволяла свидетелям выступать против каморры. Однако в мае 1917 года Ральф «Цирюльник» Даниэлло, член банды Нэви-Стрит, присутствовавший на собраниях на которых принимались решения об убийствах, начал рассказывать полиции всё, что знал о Морано, каморре и недавних убийствх. Благодаря его показаниям Пеллегрино Морано 15 мая 1918 года Морано был признан виновным в убийстве второй степени по делу Терранова и Убриако и приговорён к заключению в тюрьме Синг-Синг на срок от двадцати лет до пожизненного. Его соратник Воллеро был приговорён к смертной казни, которая позже была заменена заключением на срок до 20 лет. Осуждение лидеров банд с Неви-стрит и Кони-Айленда резко ослабило каморру и тем самым положило конец войне, закончившейся победой мафии.
В последний раз Морано оказался в центре внимания во время судебного процесса над его бывшей правой рукой Тони Паретти в июле 1926 года. Несмотря на то, что последние семь лет он находился в тюрьме, Морано наотрез отказался давать показания против своего соратника. «Я не буду говорить, я никого не знаю», — сказал он суду, прежде чем его вернули в тюремную камеру.